# Calcinus seurati
Calcinus seurati is een tienpotigensoort uit de familie van de Diogenidae. De wetenschappelijke naam van de soort is voor het eerst geldig gepubliceerd in 1951 door Forest.